# NGC 822
NGC 822 ist eine Elliptische Galaxie vom Hubble-Typ E5 im Sternbild Phönix am Südsternhimmel. Sie ist schätzungsweise 239 Millionen Lichtjahre von der Milchstraße entfernt und hat einen Durchmesser von etwa 80.000 Lichtjahren. Gemeinsam mit NGC 862 und PGC 8028 bildet sie die kleine NGC 862-Gruppe (LGG 50).
Das Objekt wurde am 5. September 1834 von dem Astronomen John Herschel entdeckt.